# Seemühle (Werbach)
Seemühle ist ein Wohnplatz auf der Gemarkung des Werbacher Ortsteils Wenkheim im Main-Tauber-Kreis im Nordosten Baden-Württembergs.

## Geographie
Die Seemühle steht im Tal des Welzbachs unterhalb des letzten Ortsteils Steinbach der Gemeinde Altertheim im bayerischen Landkreis Würzburg, in dem der Bach Altbach genannt wird, nach dem Wechsel über die Landesgrenze zu Baden-Württemberg kurz vor dem Ortseingang von Wenkheim. An der Mühle fließt der Riedgraben von links dem Welzbach zu.

## Verkehr
Die L 2297, im Bereich der Seemühle auch als Frankenstraße bezeichnet, und der Welzbachtalradweg führen direkt am Wohnplatz vorbei.

## Kultur und Sehenswürdigkeiten
Am Wohnplatz befindet sich eine historische Mühle. Siehe auch: Liste der Kulturdenkmale in Wenkheim.